# Port lotniczy Aishalton
Port lotniczy Aishalton (IATA: AHL, ICAO: SYAH) – port lotniczy zlokalizowany w miejscowości Aishalton, w Gujanie.